# 邁克·貝內德蒂
邁克·貝內德蒂（義大利語：Michele Benedetti；1984年12月17日—）是一位意大利跳水運動員。他出生在帕爾馬。他參加了2009年世界游泳錦標賽的賽事。他也参加了2012年和2016年夏季奥林匹克运动会。